# 必修课
必修课是國民教育的一种，其重要性比选修课还重要，必修课是必须要学习的课程。

## 关于
必修课广泛运行于大学、高中等学校中。高中的必修課通常包括語言、數學。大學的必修課則照各科系而定。在北美，一年内修满32分皆可毕业，而其中的8分就是必修课的内容。